# Dmitry Filippov
Dmitry Filippov (em russo:  Дмитрий Рудольфович Филиппов ; Krasnodar, 19 de maio de 1969) é um handebolista profissional da Rússia, campeão olímpico.
Nos Jogos Olímpicos de 2000, em Sydney, Dmitry Filippov fez parte da equipe russa que sagrou-se campeã olímpica. Com duas partidas e 21 gols.